# Barkticka
Barkticka (Oxyporus corticola) är en svampart som först beskrevs av Elias Fries, och fick sitt nu gällande namn av Leif Ryvarden 1972. Enligt Catalogue of Life ingår Barkticka i släktet Oxyporus, klassen Agaricomycetes, divisionen basidiesvampar och riket svampar, men enligt Dyntaxa är tillhörigheten istället släktet Oxyporus, familjen Polyporaceae, ordningen Polyporales, klassen Agaricomycetes, divisionen basidiesvampar och riket svampar. Arten är reproducerande i Sverige. Inga underarter finns listade i Catalogue of Life.